# Chen Geng
Chen Geng (chiń. 陈赓; pinyin Chén Gēng; ur. 27 lutego 1903, zm. 16 marca 1961) – chiński działacz komunistyczny i dowódca wojskowy w stopnniu generała.

## Życiorys
Urodził się w Xiangxiang w prowincji Hunan w rodzinie posiadacza ziemskiego. W 1916 roku uciekł z domu nie chcąc wstąpić w zaaranżowany związek małżeński i dołączył do oddziałów lokalnych watażków wojskowych. W 1921 roku opuścił szeregi armii i podjął pracę na kolei. W tym czasie zapoznał się z ideologią komunistyczną i w 1922 roku został członkiem Komunistycznej Partii Chin. Studiował na wojskowej Akademii Whampoa, a po rozłamie między Kuomintangiem a KPCh w 1927 roku brał udział w powstaniu w Nanchangu. Działał jako agent wywiadu KPCh w Szanghaju i w Tiencinie. Od 1931 roku przebywał w Chińskiej Republice Rad jako dowódca jednej z dywizji Chińskiej Armii Czerwonej, a po jej upadku wziął udział w Długim Marszu. W trakcie wojny z Japonią (1937–1945) dowodził 386 Brygadą 129 Dywizji Ósmej Armii. Po zakończeniu II wojny światowej brał udział w walkach z siłami Kuomintangu, m.in. podczas bitwy pod Xuzhou i kampanii Huai-Hai. W 1949 roku brał udział w zdobyciu Kantonu, a pod koniec roku wyparł siły KMT z prowincji Junnan.
Po utworzeniu w 1949 roku Chińskiej Republiki Ludowej mianowany dowódcą okręgu wojskowego Junnan, którym pozostał do 1951 roku. W 1950 roku na prośbę Hồ Chí Minha przebywał w Wietnamie Północnym jako doradca Võ Nguyên Giápa. Podczas wojny koreańskiej dowodził Trzecią Armią Chińskich Ochotników Ludowych. Po powrocie do kraju został w 1955 roku awansowany do stopnia generała. W 1960 mianowany dowódcą okręgu wojskowego Pekin. Zmarł nagle na atak serca.